# AUBADEジュニア・コーラス
AUBADEジュニア・コーラス（オーバードジュニアコーラス）は富山県富山市で活動していた児童合唱団。2006年から2009年まで活動した。

## 概要
「オーバード・ジュニア　コーラス」は《富山県の児童合唱を豊かなものに》という願いから、2006年富山市芸術文化ホール（愛称オーバード・ホール）「オーケストラと遊ぼう」（プロデューサー：宮原麻子）の出演合唱団として誕生した。その後の数々の公演への取り組みはオーバートーホールの「公演制作日記」からも知ることができる。
　　

## 出演コンサートおよび選曲履歴
2006年8月25日（金）：オーバード・ホール「AUBADE　夏の音楽会」
指揮：古橋富士雄、ピアノ：清水香里、児童合唱：AUBADEジュニア・コーラス
世界も歌を歌ってる・・・阪田寛夫・詞／山本直純・曲、小鳥の結婚式・・・ドイツ民謡／中山知子・詞／小林秀雄・編曲、海の底から・・・伊藤敬子・詞／山本直純・曲、ゆかいに歩けば・・・保富康午・詞／Ｆ．メラー・曲、新・新・うたえバンバン・・・阪田寛夫・詞／山本直純・曲／山本純ノ助・編曲、児童合唱と管弦楽のための組曲「えんそく」  光る／歩くときのうた～ズンタ・ズンタ！／おべんとう／城あと／山の上の合唱／家路・・・阪田寛夫・詞／山本直純・曲
2007年7月14日（土）：オーバード・ホール 　井上道義と新日本フィルハーモニー交響楽団による、おとなと子どものためのコンサート「オーケストラと遊ぼう！」
指揮：井上道義、管弦楽：新日本フィルハーモニー交響楽団、児童合唱：AUBADEジュニア・コーラス
児童合唱と管弦楽のための組曲「えんそく」・・・阪田寛夫・詞／山本直純・曲／山本純ノ助・補作
2008年6月8日（日）：婦中ふれあい館「第11回小学校・中学校・少年少女コーラスフェスティバル」
指揮：古橋富士雄、ピアノ：清水香里、児童合唱：AUBADEジュニア・コーラス
いちでたちばな・・・おてだまの唄　佐賀県　林光・編曲、かりぼし切りうた・・・宮崎県民謡　小林秀雄・編曲、てんとう虫、緑の森、エジェテム・ベジェテム・・・ゾルタン・コターイ・曲
2008年7月27日(日）：グランドプラザ　オーケストラと遊ぼうＶｏｌ.2プレイベント 「Ｊｏｙｆｕｌ　Ｊｏｙｆｕｌ－児童合唱とパペットワークショップ」
指揮：古橋富士雄　ピアノ：清水香里　児童合唱：AUBADEジュニア・コーラス
世界も歌を歌ってる・・・阪田寛夫・詞／山本直純・曲、いちでたちばな・・・おてだまの唄　佐賀県　林光・編曲、かりぼし切りうた・・・宮崎県民謡　小林秀雄・編曲、てんとう虫、緑の森、エジェテム・ベジェテム・・・ゾルタン・コターイ・曲、海の底から・・・伊藤敬子・詞／山本直純・曲、ゆかいに歩けば・・・保富康午・詞／Ｆ．メラー・曲
2008年8月22日（金）：オーバード・ホール　井上道義と新日本フィルハーモニー交響楽団による　子どもとおとなのためのコンサート「オーケストラと遊ぼう！Ｖｏｌ.2」
指揮：古橋富士雄、管弦楽：新日本フィルハーモニー交響楽団、児童合唱：AUBADEジュニア・コーラス　　
合唱のためのコンポジションⅣ　児童合唱とオーケストラのためのコンポジション「子供の領分」・・・間宮芳生・曲
2009年6月14日（日）：婦中ふれあい館　「第12回　小学校・中学校・少年少女コーラスフェスティバル」
指揮：松下正樹、ピアノ：清水香里、児童合唱：AUBADEジュニア・コーラス
こどものための合唱組曲「お菓子のうた」より、わたがし／チューイングガム／ポップコーン・・・蓬莱泰三・詞／南安雄・曲
2009年8月21日（金）：オーバード・ホール　こどもとおとなのためのコンサート「音楽で遊ぼう！」
指揮：古橋富士雄、ピアノ：清水香里、児童合唱：AUBADEジュニア・コーラス
こどものための合唱組曲「お菓子のうた」　わたがし／チューイングガム／ソフトクリーム／たいやき／おせんべ／ポップコーン／・・・・蓬莱泰三・詞／南安雄・曲
指揮：古橋富士雄、ピアノ：清水香里、パーカッション：Ｃｈｒｉｓ＆Ｓｈｏｋｏ　Ｐｅｒｃｕｓｓｉｏｎ　Ｄｕｏ、児童合唱：AUBADEジュニア・コーラス、パペット･影絵：ｍａｏ　ｃｏｍｐａｎｙ、語り：河内麻美
白雪姫と七人のこびとたち・・・グリム兄弟・原作／Ｆ．メラー・曲／エディット・メラー・台本／中山知子・訳詞／古橋富士雄・監修／Zikko・補作
2009年8月22日（土）：猿倉山森林公園　芝生広場　「おおさわの～SARUKURA　夏の夕暮れライブ～」
指揮：松下正樹、ピアノ：清水香里、児童合唱：AUBADEジュニア・コーラス
こどものための合唱組曲「お菓子のうた」より　わたがし／チューイングガム／ポップコーン／・・・蓬莱泰三・詞／南安雄・曲
2009年11月28日（土）：石川県立音楽堂　、2009年11月29日（日）：オーバード・ホール　「新日本フィルハーモニー交響楽団＆オーケストラ・アンサンブル金沢　合同演奏会」
指揮：井上道義、マーラー：交響曲第3番 (マーラー)ニ短調
指揮：井上道義、管弦楽：新日本フィルハーモニー交響楽団、オーケストラ・アンサンブル金沢、女声合唱：富山・金沢マーラー特別合唱団、児童合唱：AUBADEジュニア・コーラス　
交響曲第３番・・・Ｇ．マーラー・作曲

## とやま香音ジュニア・コーラス
とやま香音ジュニア・コーラスは、2009年末に結成された新プロジェクトである。2009年11月、オーバードホールは次への企画に移行し、「オーバード・ジュニアコーラス」はその目的を終了することとなったが、そのメンバーを中心に新しい合唱団「とやま香音ジュニア・コーラス」が誕生、2010年から活動を行っている。　